# فرناندو تيكسيرا فيتينيس
فرناندو تيكسيرا فيتينيس (المعروف أيضًا باسم تيكسيرا الأول) ولد سانتاندير في 28 يوليو 1971. هو حكم كرة قدم إسباني سابق، تابع للجنة حكام كانتابريا. رُقّي إلى الدوري الإسباني في موسم 2003-2004. حصل على رتبة حكم دولي من عام 2009 إلى عام 2014، وشارك في التحكيم ببطولة بطولة الدوري الأوروبي 2012–13. خُفّض من الدرجة الأولى الإسبانية إلى جانب شقيقه، واعتزل بعد موسم الدوري الإسباني 2014–15. كانت آخر مباراة له في ملعب كامبو دي فوتبول دي فاييكاس، حيث فاز ريال سوسيداد 4-2 على رايو فايكانو في 23 مايو 2015.

## الحياة المهنية

### بداياته ومسيرته في الدوري الإسباني
بدأ تيكسيرا مسيرته التحكيمية في إسبانيا، حيث كان تابعًا للجنة حكام كانتابريا، وهي الهيئة المسؤولة عن إدارة الحكام في المنطقة. مع مرور الوقت، أثبت جدارته وكفاءته، مما أهّله للترقية إلى الدوري الإسباني الدرجة الأولى خلال موسم 2003-2004، وهي خطوة كبيرة في مشواره الاحترافي.
على مدار أكثر من عقد، أدار العديد من المباريات في الدوري الإسباني، حيث عُرف بأسلوبه الحازم في إدارة المباريات وقدرته على التعامل مع اللاعبين والمدربين في اللحظات الحاسمة. اكتسب احترام الفرق والجماهير، سواءً بسبب قراراته الصارمة أو إدارته الدقيقة للمباريات.

### التحكيم الدولي ومشاركته في الدوري الأوروبي
لم تقتصر مسيرة تيكسيرا على الدوري الإسباني فقط، بل حصل على شهادة الحكم الدولي من الاتحاد الدولي لكرة القدم (فيفا)، والتي مكنته من إدارة المباريات الدولية في الفترة الممتدة بين 2009 و2014. وخلال تلك الفترة، شارك في عدة بطولات أوروبية ودولية، وكان من أبرزها بطولة الدوري الأوروبي 2012-2013، حيث تولى تحكيم عدد من المباريات الهامة التي شهدت تنافسًا قويًا بين الأندية الأوروبية.

## الاعتزال
بعد سنوات من العمل في أعلى المستويات، واجه تيكسيرا تحديات في مسيرته، حيث تم تخفيضه من الدرجة الأولى الإسبانية إلى مستوى أدنى إلى جانب شقيقه، الذي كان أيضًا حكمًا. وقد أثّر هذا القرار على مسيرته التحكيمية، ليقرر بعد ذلك اعتزال التحكيم نهائيًا عقب موسم 2014-2015.
جاءت آخر مباراة رسمية أدارها في 23 مايو 2015 على ملعب كامبو دي فوتبول دي فاييكاس، حيث شهدت المباراة فوز ريال سوسيداد بنتيجة 4-2 على رايو فايكانو، لتكون هذه المواجهة بمثابة إسدال الستار على مشواره في عالم التحكيم.